# Allmänt strandstinkfly
Allmänt strandstinkfly (Saldula saltatoria) är en insektsart som först beskrevs av Carl von Linné 1758.  Allmänt strandstinkfly ingår i släktet Saldula och familjen strandskinnbaggar. Arten är reproducerande i Sverige. Inga underarter finns listade i Catalogue of Life.

## Bildgalleri

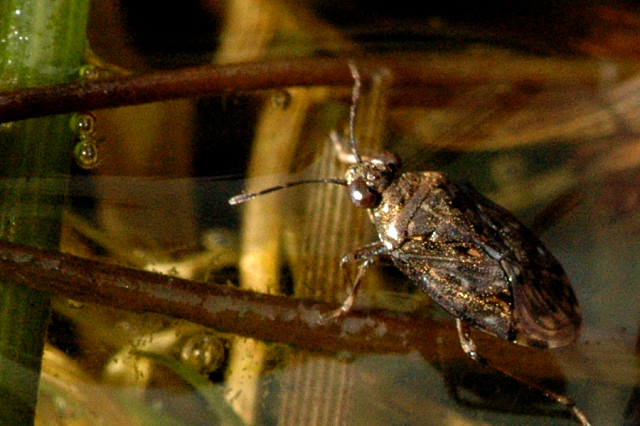
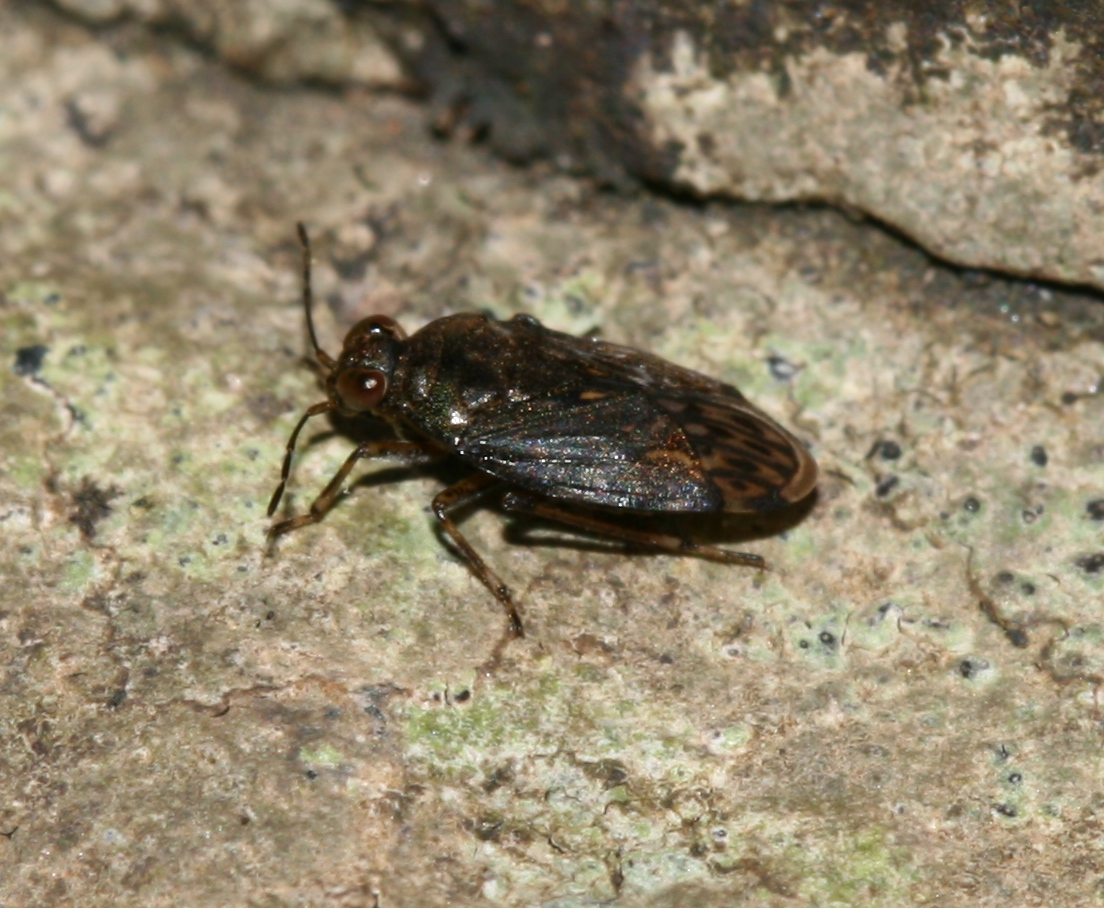
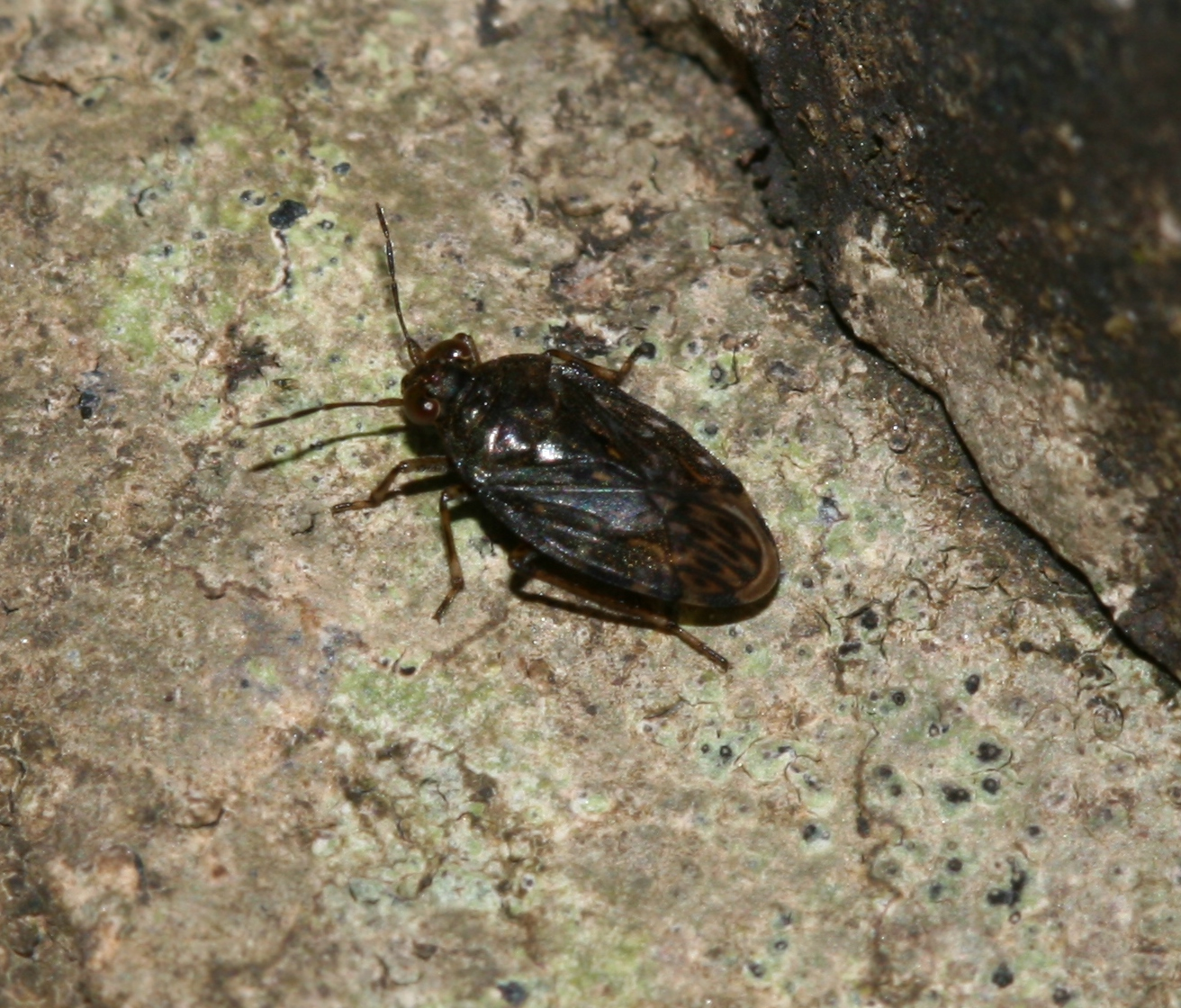